# Nelson Tapia
Pour les articles homonymes, voir Tapia.
Nelson Antonio Tapia Rios, né le 22 septembre 1966  à Molina au Chili, est un footballeur chilien.
Il était, en 2005, le gardien de but le plus capé de l'histoire de la sélection chilienne avec 73 sélections entre 1994 et 2005. Son record est maintenant détenu par Claudio Bravo avec plus de 110 sélections. Il était surnommé « Simpson », en raison d'une coupe de cheveux ressemblante à celle du héros de dessin animé Bart Simpson.

## Clubs
- 1984-1992 :  Club Deportivo O'Higgins
- 1993 :  Deportes Temuco
- 1994-2000 :  Universidad Católica
- 2000-2001 :  CA Vélez Sarsfield
- 2001 :  CD Puerto Montt
- 2002 :  Unión Española
- 2003 :  Cobreloa
- 2004 :  Santos FC
- 2005 :  Cobreloa
- 2005 :  Atlético Junior

## Équipe nationale
- 73 sélections en équipe du Chili A entre 1994 et 2005
- Huitième de finaliste de la coupe du monde 1998 avec le Chili
- Médaille de bronze aux Jeux olympiques de 2000 avec l'équipe olympique du Chili